# Corgatha ozolica
Corgatha ozolica är en fjärilsart som beskrevs av George Francis Hampson 1910. Corgatha ozolica ingår i släktet Corgatha och familjen nattflyn. Inga underarter finns listade i Catalogue of Life.